# Brug 889
Brug 889 is een kunstwerk in Amsterdam-Noord.
Deze voetbrug is gelegen over de Oostertocht en vormt de verbinding tussen twee delen in een groenstrook/plantsoen ook wel Oostertocht Park genaamd. 
Ook de andere bruggen over de Oostertocht (Brug 440,  brug 890, brug 891 en brug 892) zijn rond 1970 gebouwd. Deze bruggen zijn ontworpen door Sier van Rhijn voor de Dienst der Publieke Werken.. Van Rhijn ontwierp toen een reeks bruggen in Amsterdam-Noord. Deze genoemde vijf kregen alle hetzelfde uiterlijk; een betonnen overspanning, T-vormige betonnen borstweringen, betonnen landhoofden en een metalen balustrade. De brug heeft net als andere in het parkje last van graffiti.
<<< · 801 · 802 · 803 · 804 · 805 · 808 · 811 · 812 · 813 · 814 · 815 · 816 · 817 · 818 · 819 · 820 · 821 · 822 · 823 · 824 · 825 · 826 · 827 · 828 · 829 · 830 · 831 · 832 · 833 · 834 · 835 · 836 · 837 · 838 · 839 · 840 · 841 · 842 · 844 · 845 · 846 · 848 · 849 · 850 ·  854 · 856 · 857 · 858 · 859 · 860 · 863 · 864 · 865 · 866 · 867 · 868 · 869 · 870 · 871 · 872 · 873 · 875 · 876 · 877 · 889 · 890 · 891 · 892 · 893 · 895 · 896 · 897 · 898 · 899 · >>>
Brugnummers 800, 806, 807, 809, 810, 843 (gesloopt, Uilenstede, Amstelveen), 847 (Uilenstede, Amstelveen) , 851 (gesloopt, Dirk Sterenberg), 852 (gesloopt, Dirk Sterenberg), 853 (gesloopt, Dirk Sterenberg), 855, 861, 862, 874, 878, 879, 880, 881, 882, 883, 884, 885, 886, 887, 888, 894 zijn niet (meer) vergeven.